# 아카바주
아카바주(아랍어: محافظة العقبة)는 요르단 남부에 있는 주로, 주도는 아카바이며 면적은 6,583km2, 인구는 107,115명(2006년 기준)이다. 요르단의 무역 중심지 역할을 담당하고 있으며 페트라 유적으로 유명한 주이다.
북쪽으로는 타필라주, 동쪽으로는 마안주와 인접해 있으며 남쪽으로는 사우디아라비아, 서쪽으로는 이스라엘, 남서쪽으로는 아카바만과 인접하고 있다.

## 같이 보기
- 미디안